# بيفرلي واتكينز
بيفرلي واتكينز (بالإنجليزية: Beverly Watkins)‏ هي مغنية أمريكية، ولدت في 6 أبريل 1939 في Grady Memorial Hospital ‏ في الولايات المتحدة، وتوفيت في 1 أكتوبر 2019.

## وصلات خارجية
- بيفرلي واتكينز على موقع IMDb (الإنجليزية)
- بيفرلي واتكينز على موقع ميوزك برينز (الإنجليزية)
- بيفرلي واتكينز على موقع ديسكوغز (الإنجليزية)